# Rudolf Rokl
Rudolf Rokl (ur. 16 grudnia 1941 w Rychnovie nad Kněžnou, zm. 23 września 1997 w Pradze) – czeski pianista i kompozytor. Był wieloletnim współpracownikiem oraz bliskim przyjacielem Karela Gotta. Zmarł po długiej walce z nowotworem gardła.